# Esfínter de Oddi
El esfínter hepatopancreático, también conocido como esfínter de Oddi —llamado así en honor del médico italiano Ruggero Oddi, quien lo describió por primera vez hacia 1887— es una válvula muscular de 4 a 10 mm, ubicada en el extremo distal de la ampolla de Vater, que rodea la salida del conducto colédoco (formado por el conducto biliar y el conducto hepático común) y el conducto pancreático al duodeno.

## Fisiología
Su rol es regular el jugo pancreático y la producción de bilis (véase secreción exocrina pancreática) y prevenir el reflujo del duodeno al conducto biliar. El esfínter suele estar cerrado y se abre en respuesta a la entrada de alimento para que los jugos digestivos biliares y pancreáticos puedan entrar en el duodeno y mezclarse con los alimentos para que se lleve a cabo la digestión.[cita requerida]
El esfínter se relaja por acción de la colecistocinina con mediación del péptido intestinal vasoactivo. Los opiáceos provocan espasmos en el esfínter, llevando a una elevación de la concentración de amilasa sérica.